# Имантау (село)
Имантау (каз. Имантау) — село в Айыртауском районе Северо-Казахстанской области Казахстана. Административный центр Имантауского сельского округа. Код КАТО — 593243100.

## География
Расположено на юго-восточном берегу озера Имантау в устье реки Змейка.

## История
1465 год — образовалось Казахское ханство, возникновение которого стало завершением длительного процесса образования казахской народности. В 70-х годах XV века в состав Казахского ханства вошла территория владений Абулхаир хана. В начале XVIII века резко возросла опасность со стороны Джунгарии, в связи с чем хан Абулхаир обратился к России с просьбой о «протекции». В 1740 году приняли присягу на верность России старшины среднего жуза, а позднее и султан Абылай. На основании Указа Сената 1822 года в Петропавловский округ вселяются крестьяне России, произведённые царём в казачье сословие для охраны внешних границ. Они основали в данной местности множество поселений. К этим самым поселениям и относится наше родное село Имантау.
8 марта 1824 года отряды конных казаков под командованием подполковника А. Григоровского выступили из Петропавловска и по прямой караванной дороге направились к горе Кокшетау, где у подножия с южной стороны был открыт окружной «Приказ». Осенью того же года казаки обосновали у сопки Букпа казачью станицу «Кокчетавскую».

## Население
В 1999 году население села составляло 3101 человек (1543 мужчины и 1558 женщин). По данным переписи 2009 года, в селе проживало 2459 человек (1195 мужчин и 1264 женщины).

## Известные жители и уроженцы
- Геранков, Пётр Евгеньевич (род. 1964) — российский серийный убийца и грабитель

## Галерея
| - Озеро Имантау в 2016 году - Озеро Имантау в 2008 году - Птицефабрика в Имантау |